# .kz
.kzは国別コードトップレベルドメイン（ccTLD）の一つで、カザフスタンに割り当てられている。
第二レベルに直接か、またはそれぞれの制限がある第二レベルドメインの下の第三レベルに登録できる。第二レベルドメインには以下のようなものがある。
- ORG.KZ - 非営利組織
- EDU.KZ - 免許を受けた教育機関
- NET.KZ - 免許を受けた情報通信ネットワーク
- GOV.KZ - 政府機関
- MIL.KZ - 防衛省
- COM.KZ - 商業機関

またネームサーバーはカザフスタン国内でホストされていなければならない。

## 論争
サシャ・バロン・コーエンによる「ボラット」のキャラクターのウェブサイトwww.borat.kzの登録が延期された際に小さな事件が起きた。登録機関は、サイトの管理者が偽名を使っており、またサイトのホストがカザフスタンの外にあったためだと主張したが、本当の原因はサイトの内容の検閲が行われたためだと見られている。カザフスタンのIT企業協会の理事を務めるNurlan Isinはロイター通信に対して「私たちが申請を認めなかったおかげで、彼は.kzのドメインの下でカザフスタンの悪口を言うことはできない」と語っている。